# Mojszewko
Mojszewko – przysiółek wsi Cerkwica w Polsce, położony w województwie zachodniopomorskim, w powiecie gryfickim, w gminie Karnice.
W latach 1946–1998 przysiółek administracyjnie należał do województwa szczecińskiego.